# Sesamia kosempoana
Sesamia kosempoana är en fjärilsart som beskrevs av Embrik Strand 1920. Sesamia kosempoana ingår i släktet Sesamia och familjen nattflyn. Inga underarter finns listade i Catalogue of Life.